# Salix neotricha
Salix neotricha é uma espécie de planta com flor pertencente à família Salicaceae. 
A autoridade científica da espécie é Goerz, tendo sido publicada em Bol. Soc. Esp. Hist. Nat. 1926, xxvi. 385.

## Portugal
Trata-se de uma espécie presente no território português, nomeadamente em Portugal Continental.
Em termos de naturalidade é nativa da região atrás indicada.

## Protecção
Não se encontra protegida por legislação portuguesa ou da Comunidade Europeia.